# Портрети Олександра III (яйце Фаберже)
Імператорське великоднє яйце «Портрети Олександра III» — ювелірний виріб фірми Карла Фаберже, виготовлений на замовлення російського імператора Миколи II у 1896 році. Було подароване імператором дружині Марії Федорівні. За однією із версій — загублене.
Згідно з новою версією у 1896 році для Марії Федорівни було виготовлене яйце Дванадцять монограм, воно і є яйцем «Портрети Олександра III», яке довгий час вважалося загубленим.